# Дефензола I (Фођа)
Дефензола I (итал. Defensola I) је насеље у Италији у округу Фођа, региону Апулија.
Према процени из 2011. у насељу је живело 26 становника. Насеље се налази на надморској висини од 42 м.